# U-603
| U-603 | U-603 | U-603 |
| --- | --- | --- |
| U 603 | | |
| | | |
| Зображення підводного човна підтипу VIIC                                                                     | | |
| Верф | Blohm + Voss, Гамбург                                                                                              | Blohm + Voss, Гамбург                                                                                              |
| Під прапором                                                                                                 | Третій Рейх | Третій Рейх |
| Належність                                                                                                   | Крігсмаріне | Крігсмаріне |
| Порт приписки                                                                                                | Кіль, Брест | Кіль, Брест |
| Замовлення                                                                                                   | 22 травня 1940 | 22 травня 1940 |
| Закладений                                                                                                   | 27 лютого 1941 | 27 лютого 1941 |
| Спуск на воду                                                                                                | 16 листопада 1941                                                                                                  | 16 листопада 1941                                                                                                  |
| Введений до складу флоту                                                                                     | 2 січня 1942 | 2 січня 1942 |
| На службі | 1942—1944 | 1942—1944 |
| Загибель | після 19 лютого 1944 року зниклий безвісти в Північній Атлантиці                                                   | після 19 лютого 1944 року зниклий безвісти в Північній Атлантиці                                                   |
| Сучасний статус                                                                                              | зниклий безвісти                                                                                                   | зниклий безвісти                                                                                                   |
| Бойовий досвід                                                                                               | Друга світова війна Битва за Атлантику                                                                             | Друга світова війна Битва за Атлантику                                                                             |
| Проєкт | | |
| Тип ПЧ | середній торпедний ДПЧ                                                                                             | середній торпедний ДПЧ                                                                                             |
| Вартість | 4 714 000 ℛℳ | 4 714 000 ℛℳ |
| Основні характеристики                                                                                       | | |
| Швидкість (надводна)                                                                                         | 17,9 вузла | 17,9 вузла |
| Швидкість (підводна)                                                                                         | 8 вузлів | 8 вузлів |
| Робоча глибина занурення                                                                                     | 100 м | 100 м |
| Гранична глибина занурення                                                                                   | 220 м | 220 м |
| Автономність плавання                                                                                        | 135—174 км на швидкості 4 вузли (в підводному положенні) 11 470 км на швидкості 10 вузлів (у надводному положенні) | 135—174 км на швидкості 4 вузли (в підводному положенні) 11 470 км на швидкості 10 вузлів (у надводному положенні) |
| Екіпаж | 44—60 осіб | 44—60 осіб |
| Розміри | | |
| Довжина найбільша (по КВЛ)                                                                                   | 67,1 м | 67,1 м |
| Ширина корпусу найб.                                                                                         | 6,2 м | 6,2 м |
| Висота | 9,6 м | 9,6 м |
| Середня осадка (по КВЛ)                                                                                      | 4,74 м | 4,74 м |
| Водотоннажність надводна                                                                                     | 769 т | 769 т |
| Силова установка                                                                                             | | |
| дизель-електрична; 2 дизельних двигуни MAN M 6 V 40/46, 2 електродвигуни Siemens-Schuckert-Werke GU 343/38-8 | | |
| Гвинти | 2 | 2 |
| Потужність                                                                                                   | 2800—3200 к.с. (дизелі) 750 к.с. (електродвигуни)                                                                  | 2800—3200 к.с. (дизелі) 750 к.с. (електродвигуни)                                                                  |
| Озброєння | | |
| Артилерія | 1 × 88-мм палубна гармата SK C/35                                                                                  | 1 × 88-мм палубна гармата SK C/35                                                                                  |
| Торпедно- мінне озброєння                                                                                    | 4 носових і один кормовий ТА 14 торпед або 26 мін TMA                                                              | 4 носових і один кормовий ТА 14 торпед або 26 мін TMA                                                              |
| ППО | 1 × 37-мм зенітна гармата Flak M42 2 × 20-мм зенітні гармати FlaK 30                                               | 1 × 37-мм зенітна гармата Flak M42 2 × 20-мм зенітні гармати FlaK 30                                               |

U-603 — німецький середній підводний човен типу VIIC, що входив до складу Військово-морських сил Третього Рейху за часів Другої світової війни. Закладений 27 лютого 1941 року на верфі № 579 Blohm + Voss у Гамбурзі. Спущений на воду 16 листопада 1941 року. 2 січня 1942 року корабель увійшов до складу 5-ї навчальної флотилії ПЧ ВМС нацистської Німеччини.

## Історія
U-603 належав до німецьких підводних човнів типу VIIC, найчисельнішого типу субмарин Третього Рейху, яких випущено 703 одиниці. Службу розпочав у складі 5-ї навчальної флотилії ПЧ. 1 грудня 1942 року продовжив службу у складі 1-ї флотилії ПЧ. У період з вересня 1942 до квітня 1943 року U-603 здійснив 4 бойових походи в Атлантичний океан, під час яких потопив чотири судна (22 406 тонн).
Востаннє U-603 вийшов на зв'язок 19 лютого 1944 року у Північній Атлантиці. За кілька днів човен був оголошений зниклим безвісти після того, як неодноразово не повідомляв про свою місцеположення. З човном зниклий 51 член екіпажу.

## Командири
- Капітан-лейтенант Курт Кельцер (2 січня — 12 вересня 1942)
- Оберлейтенант-цур-зее Ганс-Йоахім Бертельсманн (12 вересня 1942 — 2 травня 1943)
- Оберлейтенант-цур-зее Рудольф Бальц (3 травня 1943 — 28 січня 1944)
- Капітан-лейтенант Ганс-Йоахім Бертельсманн (29 січня — 19 лютого 1944)

## Перелік уражених U-603 суден у бойових походах
| №                                                     | Дата            | Командир                       | Назва    | Тип                | Належність | Водотоннажність (брт) | Вантаж                                                            | Конвой        | Результат та координати                                                | Наслідки атаки для екіпажу    | Прим.                                                 |
| ----------------------------------------------------- | --------------- | ------------------------------ | -------- | ------------------ | ---------- | --------------------- | ----------------------------------------------------------------- | ------------- | ---------------------------------------------------------------------- | ----------------------------- | ----------------------------------------------------- |
| Другий похід (07.02—27.03.1943, 48 діб; Брест—Брест)  |                 |                                |          |                    |            |                       |                                                                   |               |                                                                        |                               |                                                       |
| 1                                                     | 21 лютого 1943  | Oblt. Ганс-Йоахім Бертельсманн | Stigstad | танкер             | Норвегія   | 5 964                 | баласт                                                            | Конвой ON 166 | потоплений 49°26′ пн. ш. 29°08′ зх. д. / 49.433° пн. ш. 29.133° зх. д. | 37 (3 загинули та 34 вціліли) | незадовго до атаки пошкоджений торпедною атакою U-332 |
| 2                                                     | 23 лютого 1943  | Oblt. Ганс-Йоахім Бертельсманн | Glittre  | танкер             | Норвегія   | 6 409                 | баласт і 600 тонн мазуту для забезпечення суден конвою            | Конвой ON 166 | потоплений 47°00′ пн. ш. 36°20′ зх. д. / 47.000° пн. ш. 36.333° зх. д. | 37 (3 загинули та 34 вціліли) |                                                       |
| 3                                                     | 16 березня 1943 | Oblt. Ганс-Йоахім Бертельсманн | Elin K.  | суховантажне судно | Норвегія   | 5 214                 | 7000 тонн пшениці, марганцевої руди та 339 мішків пошти           | Конвой HX 229 | потоплено 50°38′ пн. ш. 34°46′ зх. д. / 50.633° пн. ш. 34.767° зх. д.  | 40 (усі вижили)               |                                                       |
| Третій похід (05.05—16.07.1943, 73 доби; Брест—Брест) |                 |                                |          |                    |            |                       |                                                                   |               |                                                                        |                               |                                                       |
| 4                                                     | 12 травня 1943  | Oblt. Рудольф Бальц            | Brand    | суховантажне судно | Норвегія   | 4 819                 | 2500 тонн борошна, 1000 тонн боєприпасів і 4500 тонн різних машин | Конвой HX 237 | потоплено 47°19′ пн. ш. 24°41′ зх. д. / 47.317° пн. ш. 24.683° зх. д.  | 42 (3 загинули та 39 вижили)  |                                                       |